# 天主教阿達暨克朗麥克諾伊斯教區
天主教阿達暨克朗麥克諾伊斯教區（拉丁語：Dioecesis Ardachadensis et Cluanensis）是羅馬天主教在愛爾蘭的一個教區，屬阿馬總教區。
教區成立於484年。範圍包括朗福德郡和利特里姆郡的大部份等。座堂位於朗福德。

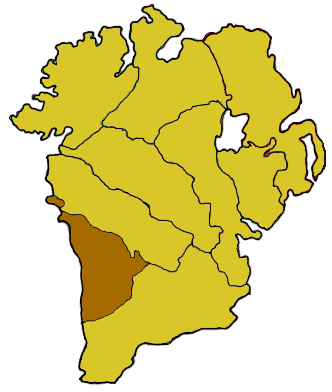
阿達暨克朗麥克諾伊斯教區管轄範圍圖

2011年，在當地84,700人口中，有教友79,600人，佔轄區總人口94%、41個堂區、72名司鐸、11名修士、166名修女。現任主教為科爾姆·奧拉利。